# Zappanale

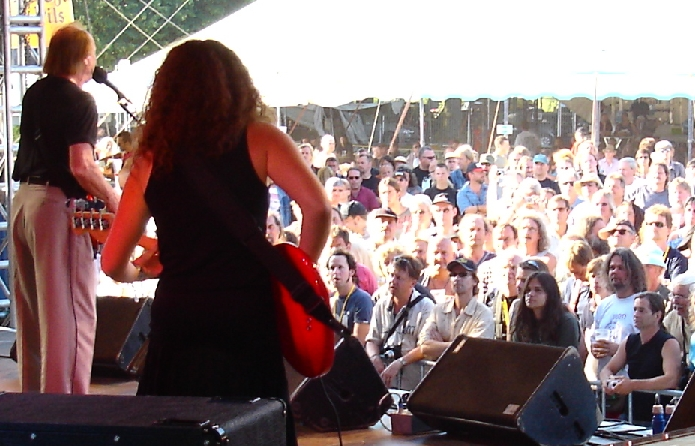
Adrian Belew und Julie Slick auf der Zappanale 2006

Die Zappanale ist ein jährlich stattfindendes mehrtägiges Musikfestival in Bad Doberan. Es ist der Musik des Komponisten und Musikers Frank Zappa gewidmet. Neben ehemaligen Zappa-Musikern treten Zappa-Coverbands sowie von Zappa beeinflusste oder beeindruckte Musiker auf. In den letzten Jahren wurden auch bekannte Gruppen verpflichtet, um der Zappanale eine breitere Ausrichtung zu geben. Die erste Zappanale fand 1990 statt. Das Magazin Focus zeichnete 2003 im Sommer Kultur Atlas die Zappanale mit dem 6. Platz unter 60 Veranstaltungen aus den Bereichen Musik, Theater, Oper und Kino aus.

## Geschichte des Festivals
Die erste Zappanale fand 1990 in Althof bei Bad Doberan in der Deutschen Demokratischen Republik statt. Sie war als Idee des Stralsunders Peter Görs in gemeinsamer Initiative von Frank-Zappa-Fans aus Bad Doberan, Bischofswerda und Stralsund ins Leben gerufen worden. Die Bezeichnung „zappanale“ war eine Idee des Bad Doberaners Detlef (Sale) Salemon. Der Fan-Club übernahm den Namen „arf-society“ von der Fangemeinde aus Stralsund, deren Aktivitäten seit 1989 in USA-Publikationen dokumentiert worden ist unter eben dieser Arf Society. Es spielte eine Band, das Catering bestand aus Bier, Suppe und Broten und das Publikum bestand aus etwa 50 Zuhörern. Der TV-Regionalsender NDR 2 war auf der zweiten zappanale in Stralsund zugegen und produzierte dort einen Sendebericht über den arf society (zu finden auf der Muffin Man DVD und auf youtube), der damals zeitnah ausgestrahlt wurde. In den Folgejahren konnte die Zuschauerzahl an wechselnden Orten kontinuierlich gesteigert werden, auch wurden zunehmend internationale Bands, die Stücke Zappas coverten, verpflichtet.

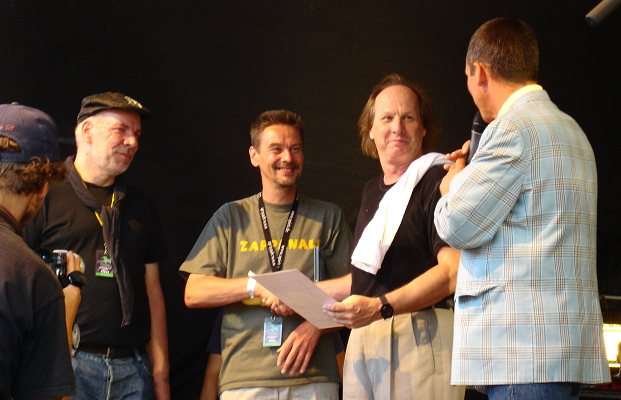
Wolfhard Kutz, Thomas Dippel, Adrian Belew und Jim Cohen auf der Zappanale 2006

Um die trotzdem auflaufenden finanziellen Probleme nach der Zappanale Nr. 3 und die damaligen vorhandenen Schwierigkeiten mit Behörden und Ämtern für die Genehmigungen u. a. m. aus dem Weg zu räumen, kam die Idee auf, einen Verein zu gründen. So wurde mit Hilfe eines offenen Briefes, den die Stralsunder Andre Sudmann und Peter Görs in ganz Deutschland an die ihnen bekannten Zappa-Fans verschickt, um Unterstützer und Mitglieder für die Gründung eines solchen Zappa-Fan-Vereins zu begeistern und zu finden. So wurde den zunehmenden Schwierigkeiten, als Privatpersonen Genehmigungen zu erhalten und Sponsoren zu gewinnen, mit der offiziellen Gründung des Arf Society e. V. als gemeinnütziger Verein begegnet. Am 20. März 1993 kam es in Bad Doberan zur Gründungsversammlung. Seit dem (1993) richtet dieser Verein die Zappanale(n) aus. Zur vierten Zappanale am 24. und 25. September 1993 in Kühlungsborn waren die ersten musikalischen Wegbegleiter Frank Zappas eingeladen: Jimmy Carl Black aus Zappas erster Band "The Soul Giants" (1964) und mit Bunk Gardner und Don Preston von den späteren und unterschiedlich aufgestellten "Mothers of Invention" - Gruppierungen; den Grandmothers. Die offizielle Website des Veranstalters spricht vom ersten Auftritt von Ex-Mothers auf dem „Gebiet des ehemaligen Sozialismus“. Zu diesem Festival, das mit Plakatwerbung und mit einem Filmbeitrag auf NDR 3 verstärkte Öffentlichkeitsarbeit betrieb, kamen 350 Besucher. So entwickelte sich das Festival immer weiter. Zur siebenten Zappanale wurden dann auch Bands eingeladen, die über das Nachspielen der Musik Zappas hinausgingen und eigene, von Zappa inspirierte Musik aufführten.

Paul Green und die Band aus Schülern seiner School of Rock auf der Zappanale 2006

Trotz immer wieder auftretender finanzieller Probleme gelang es den Festivalbetreibern, zur 9. Zappanale 1998 sieben Bands spielen zu lassen. Die Zuschauerzahl war mittlerweile auf 432 gestiegen. Dennoch konnten für längere Zeit amerikanische Musiker aus Zappas Bands nicht mehr eingeladen werden. Zur 10. Zappanale, die erstmals auf der seitdem als Festivalgelände etablierten Ostseerennbahn in Bad Doberan stattfand, wurde neben Musik auch ein Vortrag vom Zappa-Experten Jim Cohen dargeboten.

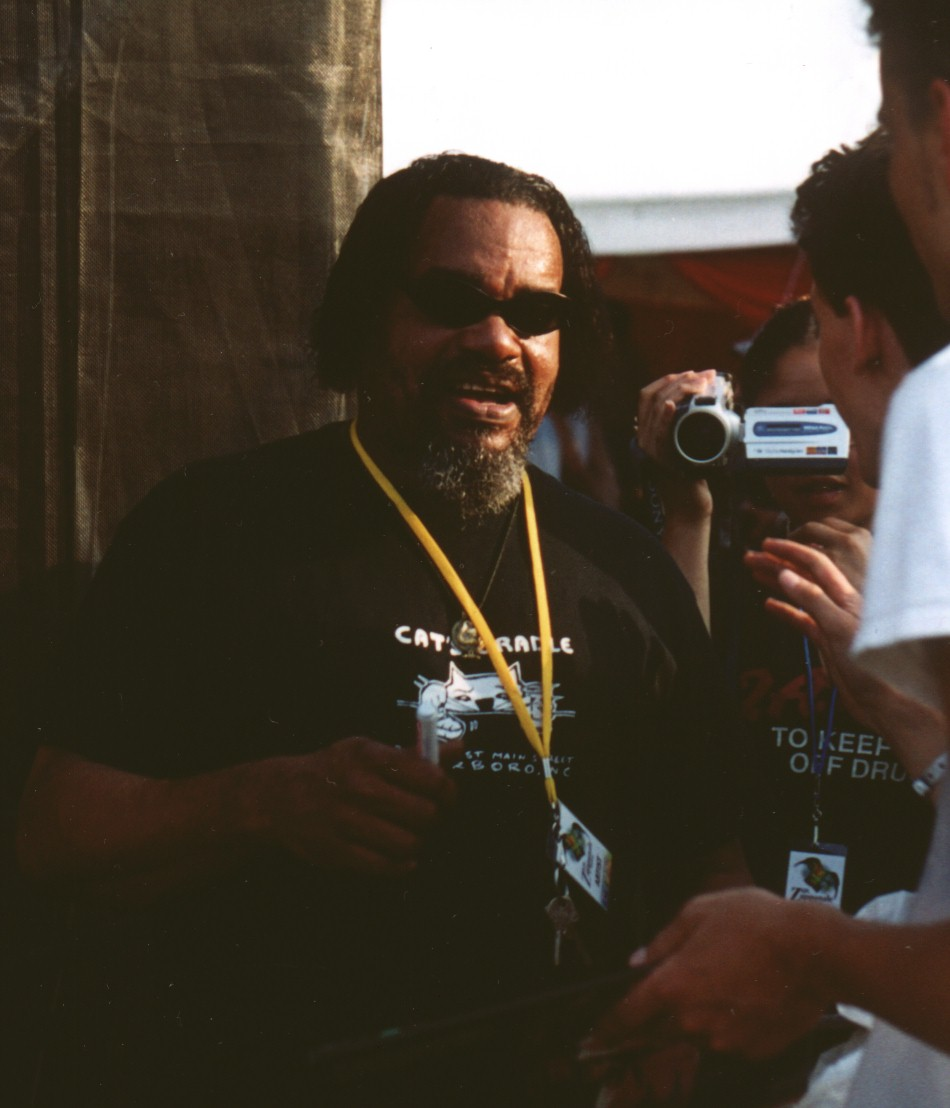
Ike Willis gibt Autogramme auf der Zappanale 2004

Mit der 13. Zappanale gelang es der Zappanale, das Programm deutlich auszuweiten und die Zuschauerzahlen auf 1500 Besucher deutlich zu steigern. Die Einweihung eines Denkmals für Frank Zappa auf dem Alexandrinenplatz in Bad Doberan wurde von der Familie des Künstlers und vielen früheren Mitspielern Zappas besucht. Es spielten 18 verschiedene Bands, unter anderem die Mike-Keneally-Band, die Grandmothers mit Don Preston, Bunk Gardner, Roy Estrada und Jimmy Carl Black, aber auch Musiker wie Napoleon Murphy Brock, Ike Willis, Scott Thunes und Thana Harris traten auf und gaben Gastauftritte bei verschiedenen Coverbands. Außerdem wurde mit einem Theaterstück und einem weiteren Vortrag der nichtmusikalische Anteil der Zappanale weiter ausgebaut. Zur 14. Zappanale im Jahr 2003, die im 10. Todesjahr Zappas mit 16 Bands und mehreren Ex-Zappa-Musikern musikalisch gut bestückt war, wurden weitere über reine Konzerte hinausgehende Stücke gegeben, so wurde etwa Zappas Rock-Oper Joe’s Garage aufgeführt und der Musikkritiker Ben Watson hielt eine Vorlesung zum Thema Hegel bei Zappa. Als Zuschauermagnet wurde mit Nina Hagen erstmals eine neben Zappa weitbekannte Künstlerin eingeladen, die allerdings krankheitsbedingt kurzfristig absagen musste und durch Phillip Boa & the Voodoo Club ersetzt wurde. Im Jahr 2005 trat Kraan auf und es wurden 8000 Besucher gezählt. Zur 17. Zappanale 2006 stand der King-Crimson-Gitarrist und Ex-Zappa-Mitmusiker Adrian Belew auf der Bühne, auch Soft Machine Legacy gaben eine Vorstellung.
Im Jahr 2019 fand die 30. Zappanale statt. Es ist ein kleines, beliebtes Kultfestival geblieben. Inzwischen traten viele Künstler auf, darunter Frank Zappas Sohn Dweezil Zappa, der Musikprofessor Fried Dähn und Ali N Askin.
Aufgrund der Corona-Pandemie konnte die 31. Zappanale nicht 2020 und auch nicht 2021 in Bad Doberan stattfinden, sie wurde ins Internet verlagert. An jeweils drei Tage wurden bei der Zappanale Beiträge vergangener Zappanalen oder aktuelle Produktionen gestreamt. Im kleinen Rahmen spielten 2021 drei Bands live vor dem Doberaner Kloster, was ebenfalls im Netz übertragen wurde. Erst im Juli 2022 fand die Zappanale wieder wie gewohnt auf der Galopprennbahn Bad Doberan statt. Unter anderen standen Fido, Raoul Petite, Colosseum und als Gast bei verschiedenen Bands Robert Martin auf der Bühne.

## Zappas Witwe prozessiert gegen die Arf Society
Frank Zappas Witwe Gail Zappa und der Zappa Family Trust verklagten die Arf Society seit dem 9. April 2008 vor dem Düsseldorfer Landgericht auf Unterlassung der Benutzung des Namens Zappa, auf ein Verbot von Mitschnitten der Konzerte sowie gegen die Verwendung des zappaschen Bartes als Festival- und Waren-Logo. Bei Zuwiderhandlung solle ein Ordnungsgeld von 250.000 Euro verhängt werden können. Zur Begründung gab sie über ihre deutschen Anwälte an, es gehe ihr um die Sicherung der Qualität des zappaschen Musikerbes.
Die Vertreter der Arf Society machten die älteren und geschützten Namensrechte für sich geltend sowie die Gemeinnützigkeit ihrer Vereinigung, die wirtschaftliche Interessen als Hauptzweck nicht erlauben. Innerhalb weniger Tage wurde eine Petition im Internet, die Gail Zappa zur Rücknahme ihrer Klage auffordert, von 2500 Menschen unterzeichnet.
Am 21. Januar 2009 gab das Düsseldorfer Landgericht der Arf Society recht und wies die Klage von Gail Zappa ab. Zusätzlich wird die Zappanale aber den Zusatztitel „Zappa Music and more“ erhalten.
Am 31. Mai 2012 wies der Bundesgerichtshof die Klage endgültig zurück. Das Gericht urteilte, dass die Wortmarke Zappa in Deutschland gelöscht werden müsse, da Zappas Witwe diese in den vergangenen fünf Jahren in Deutschland nicht genutzt habe. Die Veröffentlichung von Musiktiteln unter dem Zeichen ZAPPA Records und das Betreiben der Internet-Domain zappa.com stellt nach Auffassung des Senats keine ausreichende Nutzung des Markennamens gemäß EU-Recht dar. Die Veranstalter der Zappanale können daher auch zukünftig Artikel mit dem signifikanten Bart Zappas und seinem Porträt verkaufen.